# Joe Rígoli
Jorge Alberto Rípoli, més conegut com a Joe Rígoli (Buenos Aires, 5 de novembre de 1936 - Mar del Plata, 27 de gener de 2015), va ser un comediant i actor argentí que va realitzar la seva carrera a l'Argentina i a Espanya.

## Biografia
Va néixer en un conventillo en el barri de Palermo i va començar la seva carrera als 14 anys desplegant i acomodant cadires en un circ.
El 1961 va debutar al cinema en Asalto en la ciudad, de Carlos Cores. Participà en 12 pel·lícules, protagonitzant El novicio rebelde. Entre les pel·lícules en que participà figuren El desastrólogo, Cuidado con las colas, Escándalo en la familia, En una playa junto al mar, Mi mujer no es mi señora, entre d'altres.
A principis dels anys setanta es traslladava a Espanya amb la seva esposa aleshores, Susana Mayo i va ser contractat per Televisió Espanyola, aconseguint enorme popularitat amb Felipito Takatún, personatge que fa cèlebre la frase Yo sigo. En els següents anys es consolida la seva presència com a contrapunt humorístic en diferents programes de Televisió Espanyola de varietats, concursos o fins i tot infantils, com Tarde para todos, Fantástico, Lápiz y papel o El kiosco. A Espanya va dirigir Zocta: sólo en la Tierra se puede ser extraterrestre.
De gran trajectòria televisiva, participà de cicles com Viendo a Biondi, amb Pepe Biondi, La nena, on interpretà Coquito, i va actuar amb Marilina Ross i Osvaldo Miranda, La Tuerca, amb Nelly Láinez i Vicente Rubino (on realitzava el sketch del arbolito, el més famós del programa, escrit per Juan Carlos Mesa al costat de Tino Pascali), ¡Señoras y Señores!, entre d'altres. El 1982 participà en la segona versió de La Tuerca, retrobant-se a televisió amb altres grans. El 1991 actuà en el cicle Los Libonatti, y en la década del 2000 realitzà els seus últims treballs a televisió en Casados con hijos, amb Guillermo Francella i Florencia Peña.
En teatre participà d'obres com ¿Será trolo mi marido? (amb Adriana Brodsky i Susana Romero), ¿Podré poder?, Raíces gitanas y algo más, i en 2006 protagonitzà amb Tristán, Adriana Salgueiro i Natalia Fava l'obra de teatre Más locas que una vaca, a la ciutat de Mar del Plata i realitza la seva última intervenció cinematogràfica a El ratón Pérez, de Juan Pablo Buscarini.
En 2006 va tenir repercussió mediàtica a causa d'una suposada relació amb l'actriu i intèrpret veneçolana Azabache. El moviment mediàtic pretenia promoure "Un amor sin edad", una història que aparentment Joe Rigoli tindria contractada en Canal 9 de l'Argentina.
Tot i que no va existir mai una demanda, l'Associació Argentina d'Actors li va fer una intimació formal per falta de pagament a l'elenc que hauria convocat per al Teatre.
Azabache, intèrpret de diversos discos de dancehall, reggaeton i pop llatí, reclamava el pagament pendent del treball coreogràfic realitzat per a l'actor.
En 2009, a causa dels seus problemes econòmics, va decidir ingressar a la Casa del Teatro, a Buenos Aires.
Seguí treballant en obres de teatre.
Ha publicat el llibre El Café de los Presidentes.
Gerard Jofra, en veure per televisió que estava arruïnat, decideix ajudar-lo perquè pensa que el seu pare (Eugenio) hauria fet el mateix.
El dissabte 26 de juny de 2010 en el programa de televisió de Telecinco La noria va confirmar que tornava a viure a Espanya amb el seu actual parella, Fátima, i començar una nova vida.
El 4 de setembre d'aquest mateix any la premsa va anunciar: «Es va casar Joe Rígoli amb una dona 33 anys menor que ell».
La llavors parella d'intèrprets Toni Climent i Bàrbara Nicolau els acullen a la seva casa de Barcelona mentre Joe Rígoli fa de teloner de Reugenio al teatre Arenal de Madrid i al Condal de Barcelona.
Al maig de l'any 2011 va sortir en el programa "La noria" on va comptar les penúries que vivia. Segons relatava, la seva aparició en aquesta publicació va ser “oli en un llum”, ja que va despertar l'interès de molta gent, i amb el que va cobrar per la seva intervenció en “La noria”, va tornar a Buenos Aires amb la seva parella, de la qual va dir que “l'amor que els uneix és indestructible”. Assegurava a més Joe que somiava amb tornar a veure als seus fills: “em sembla impossible estar sortint del túnel. He arribat demanar almoina moltes vegades recentment, però ara cal oblidar el dolent i iniciar una nova vida”. A l'Argentina, tenien pensat descansar una mica i gaudir dels seus fills “a la casa que Fátima té a Mar de Plata, i després faré una comèdia teatral a Buenos Aires. Vull fer coses, sentir-me actor”. També va assegurar que “tornaré a Espanya perquè estimo aquest país, tinc la nacionalitat i mai oblidaré tot el bo que he viscut aquí. Malgrat les penúries, vaig trobar gent meravellosa que em va ajudar, encara que els últims mesos van ser terribles”.

## Defunció
El 8 de gener de 2015 va ingressar a la clínica EMHSA, a Mar del Plata, Argentina, amb pressió alta, hemorràgia nasal i molta pèrdua de sang. Se li va posar baix assistència respiratòria mecànica en comprovar-se que patia mal neurològic per causes no establertes i després se li va posar en estat de coma induït.
Finalment va morir el 27 de gener de 2015.

## Filmografia

### Cinema
- Asalto en la ciudad (1961)
- El desastrólogo (1964)
- Cuidado con las colas (1964)
- El galleguito de la cara sucia (1966)
- Escándalo en la familia (1967)
- El hombre invisible ataca (1967)
- El novicio rebelde (1968)
- ¡Qué noche de casamiento! (1969)
- En una playa junto al mar (1971)
- Bienvenido mister Krif (1975)
- Mi mujer no es mi señora (1978)
- Zocta: Sólo en la Tierra se puede ser extraterrestre (1988)
- Bañeros II, la playa loca (1989)
- El ratón Pérez (2006)
- Sin querer queriendo (2009)
- El pobrecito Draculín (pel·lícula de 1977) en el paper de Draculín.

### Televisió
- Viendo a Biondi (1961)
- La nena (1965)
- La tuerca (1965-1974)
- Tarde para todos (1972-1973)
- ¡Señoras y señores! (1975)
- Un, dos, tres... responda otra vez (1977-1978-1982)
- Fantástico (1979-1980)
- Lápiz y papel (1981)
- La tuerca (1982)
- El kiosco (1984)
- Los Libonatti (1991)
- Casados con hijos (2005)